# Menthe des champs
Mentha arvensis
Espèce
Classification phylogénétique

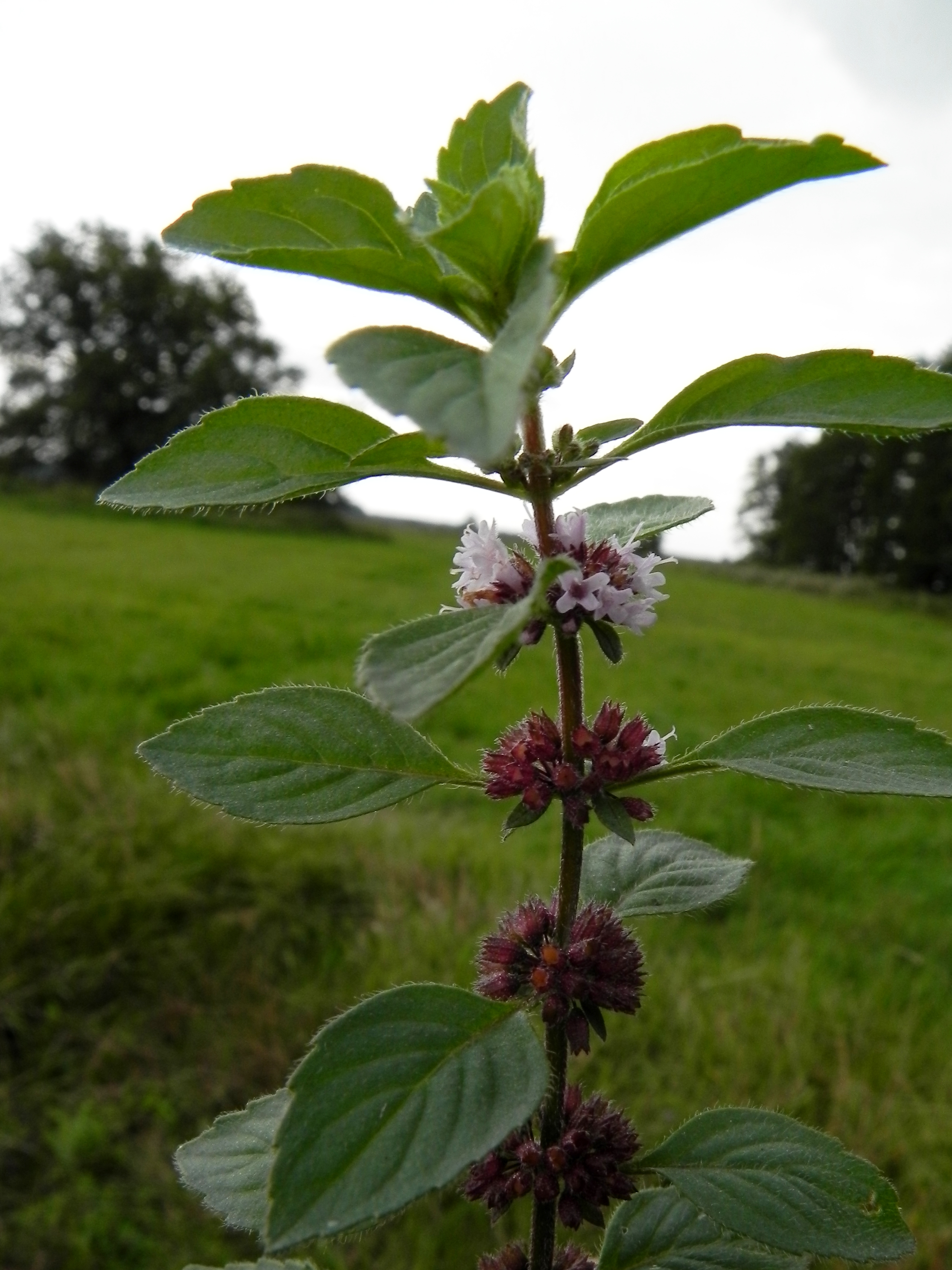
Menthe des champs.

La menthe des champs (Mentha arvensis) est une espèce de plantes à fleurs de la famille des Lamiaceae. C'est une plante herbacée originaire d'Europe.
L'espèce est semblable à une menthe originaire d'Amérique du Nord et d'Asie orientale, la  Mentha canadensis, et reste souvent confondue avec celle-ci. Morphologiquement proche, elle se distingue par le nombre de ses chromosomes (2n=72, alors que M. canadensis en a 2n=96), par son huile essentielle riche en linalol (alors que M. canadensis est une source majeure de menthol et est pour cette raison l'objet d'une culture commerciale importante).

## Histoire de la nomenclature
Durant l'Antiquité européenne, de nombreux phytonymes ont été utilisés pour décrire les menthes. Mais les auteurs gréco-romains s'appuyant sur des considérations plus utilitaires que botaniques, il est maintenant difficile de retrouver derrière leurs dénominations les espèces linnéennes de l'époque moderne.
Dans l'édition de 1753, de Species plantarum, Linné décrit 10 espèces de menthes, dont Mentha arvensis et M. canadensis, croissant respectivement en Europe et au Canada.
Actuellement, l'analyse phylogénétique, des caractères morphologiques, du nombre de chromosomes et des composants chimiques des 19 espèces du genre Mentha, a conduit à la reconnaissance d'une grande proximité entre Mentha arvensis et M. canadensis. Ces deux espèces sœurs du phylogramme, peuvent se distinguer par leur distribution et leur nombre de chromosomes : M. arvensis est originaire d'Europe et possède 2n=6 x=72 chromosomes alors que Mentha canadensis est originaire d'Amérique du Nord et d'Asie orientale avec 2n=8 x=96. The Plant List accepte aussi les deux espèces.
Certains auteurs contemporains considèrent Mentha arvensis comme un synonyme de M. canadensis. Inversement, les chercheurs Indiens désignent habituellement la menthe du Japon, abondamment cultivée en Inde pour la production de menthol, comme des cultivars de Mentha arvensis,.
Pourtant en 2002, Tucker et Chambers recréent M. canadensis par croisement de M. arvensis (2n=72) et M. longifolia (2n=24). Presque tous les hybrides obtenus ont 2n=96 chromosomes alors que par une méiose normale ils auraient dû en avoir 48 (36+12). Ce phénomène de transfert de matériel génétique, appelé cytomixie, n'est pas encore complètement élucidé.
Mentha canadensis (Japanese corn mint) est un hybride naturel qui est cependant fertile. Son génotype exprime une grande diversité, avec de nombreux cultivars. Pour Zheljazkov et als, il comporte deux cytotypes : le premier avec 2n= 72 chromosomes, M. arvensis, originaire d'Europe, le second avec 2n=96 chromosomes, M. canadensis, une plante subtropicale cultivée en Inde, Chine, Vietnam, Brésil, Bulgarie et Roumanie.
La grande facilité d'hybridation, le fort polymorphisme et la cytomixie des menthes rendent difficiles les identifications. Il est prudent de rester sur ses gardes dans le domaine de la nomenclature car elle est loin de faire l'unanimité entre botanistes, horticulteurs et agronomes.

## Description

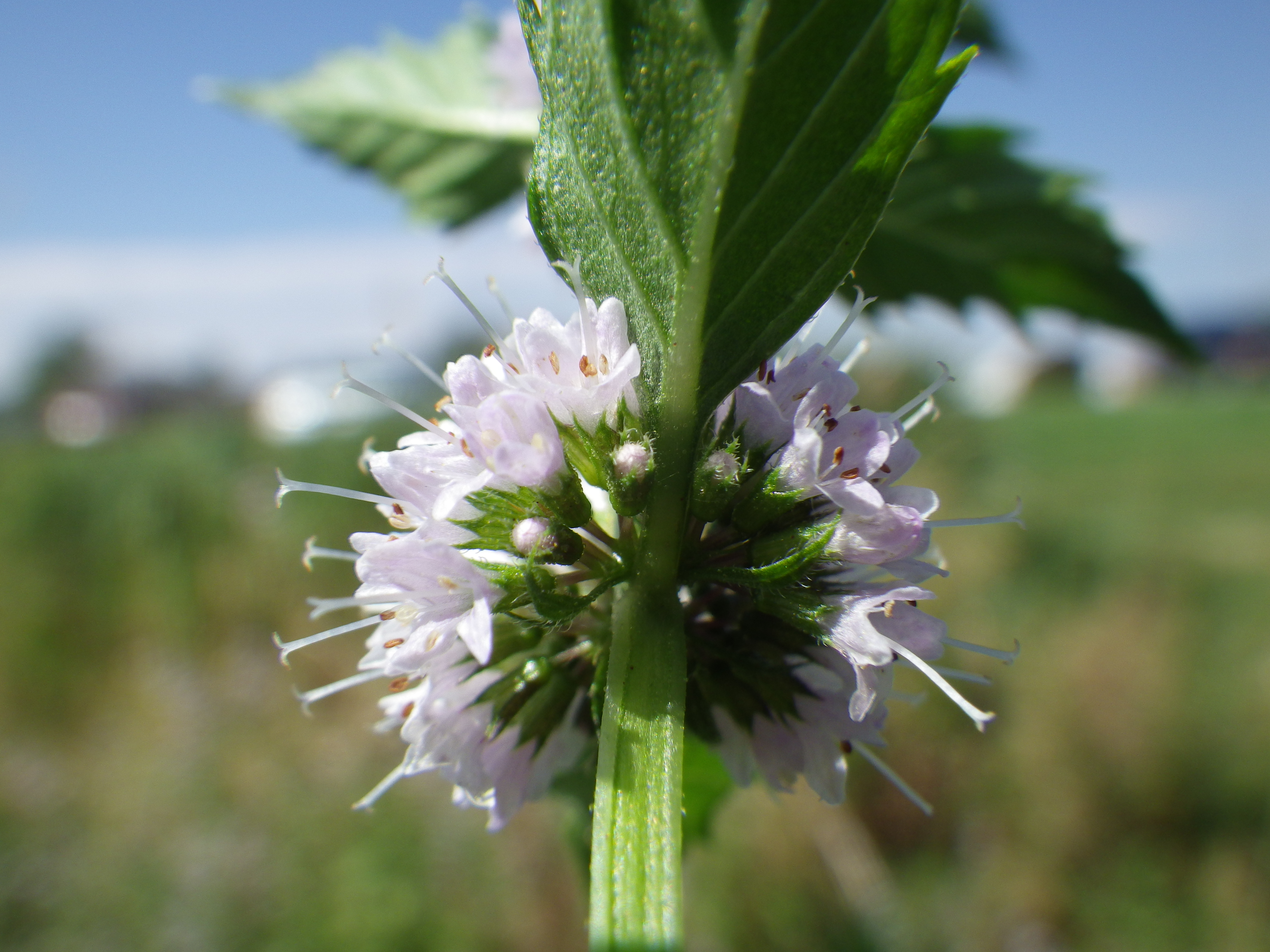
Mentha arvensis

Mentha arvensis est une plante vivace, de 50 à 60 cm de haut, plus ou moins velue, dégageant un parfum chaleureux, épicé. La plante est rhizomateuse, avec des tiges à section carrée, dressées-ascendantes.
La feuille, portée par un pétiole de 2-10 mm, est ovale-lancéolée à obongue, de 2-5 x 1,2-2 cm, pubérulente (à poils glanduleux sur les deux faces), avec une marge dentée-serretée, une base cunée à arrondie et un apex aigu.
Les fleurs rosées ou bleutées sont disposées en verticilles (verticillasters), axillaires, écartés, compacts (glomérules), d'environ 1,5 cm de diamètre. L'axe floral est terminé par un petit faisceau de feuilles.
Le calice est court (2-3 mm), en cloche, à 5 dents égales, triangulaires-aiguës, à peine plus longues que larges. La corolle lilas à blanche, est velue à l'intérieur. Les carpelles sont ovoïdes, lisses.
La floraison se déroule de juillet à octobre.
Dans les clés morphologiques données par Tucker et Naczi pour distinguer M. arvensis de M. canadensis, M. arvensis est caractérisée par ses feuilles ovales à suborbiculaires et M. canadensis par ses feuilles linéaires-oblongues. La tige fleurie de cette dernière est d'aspect conique (taille décroissante vers l'extrémité fleurie) et dégage une odeur de menthe pouliot ou poivrée, caractères généralement absents chez la menthe des champs.

## Distribution et habitat
Mentha arvensis est originaire d'Europe. D'après Tucker et Saczi, la sous-espèce arvensis se distribue en Europe du Sud et de l'Ouest et la sous-espèce parietariefolia (Becker) Briq. se trouve en Europe du Nord et de l'Est. Les espèces semblables d'Asie sont des Mentha canadensis.
En France, on la trouve presque partout, sauf dans les plaines méditerranéennes.
GRIN (Germplasm Resources Information Network) prend Mentha arvensis au sens large et distribue l'espèce en Europe et en Asie occidentale et boréale : on la trouverait alors dans tous les pays d'Europe, d'Asie tempérée (Turquie, Afghanistan, Azerbaïdjan, Russie, et Asie centrale) et en Asie tropicale (Inde et Népal).
Elle croît dans les milieux humides.

## Synonymes
En raison de la facilité d'hybridation et du polymorphisme des menthes, un très grand nombre de noms ont été donnés à Mentha arvensis depuis le XVIIIe siècle.
Voici quelques-uns des synonymes relevés par Tucker et Naczi, classés sous la sous-espèce M. arvensis subsp. parietariaefolia (Becker) Briq. 1889; répartis en Europe du nord et de l'est :
- Mentha gentilis L 1753
- Mentha austriaca Jacq. 1778
- Mentha praecox Sole 1798
- Mentha parietariaefolia (Becker) Boreau 1857
- etc.

## Composition chimique
L'huile essentielle est extraite des feuilles par distillation à la vapeur d'eau. Sa composition varie substantiellement selon l'environnement, la technique culturale, la variété, l'époque de la récolte etc.
Une revue des études montre une large variation de la composition de l'huile essentielle. On trouve généralement des composés acycliques : linalol, hydrate de trans-sabinène, terpinène-4-ol, acétate de α-terpinyle, β-pinène, oxyde de piperitone, β-caryophyllène.
Une analyse comparative effectuée sur 22 génotypes de huit espèces de menthes différentes permet de donner une première caractérisation chimique de chacune de ces sélections variétales. L'identification des espèces ayant été faites en collaboration avec Tucker, on peut caractériser Mentha arvensis sans risque de confusion avec M. canadensis (sachant toutefois qu'il s'agit de variétés cultivées et non de spécimens sauvages). La variété 'Ginger Mint' (menthe gingembre) de M. arvensis possède un faible taux d'huile essentielle (0,47 % de matière sèche) comparée aux variétés de M. canadensis (de 2 à 4,17 %). Cette menthe des champs 'gingembre' est très riche en linalol (78,5 %), un alcool terpénique développant une odeur de muguet et en carvone (3,2 %).
| Huile essentielle de M. arvensis 'Gingembre' (d'après Gracindo et als) |         |             |              |
| Linalol                                                                | Carvone | 1,8-cinéole | Pipériténone |
| 78,5                                                                   | 3,2     | 0,8         | 0,5          |

L'analyse de la variété CM20 de menthe des champs du Japon de Mentha canadenis est très riche en menthol (65 %), en menthone (19,3 %) et acétate de menthyl (4,2 %).
Les agronomes indiens ont sélectionné de nombreux cultivars de menthe japonaise riches en menthol. Ils classent 9 de ces cultivars ('Himalaya', 'Kalka', 'Kosi' etc.) sous l'espèce Mentha arvensis L. qui pourtant aux vues des analyses de Tucker, sont des  M. canadensis. L'analyse par chromatographie (GC-MS) de ces cultivars confirment les analyses précédentes. Ils contiennent essentiellement des monoterpénoïdes : menthol (de 73 à 86 %), menthone (de 1,5 à 11 %), acétate de menthyl, isomenthone et limonène.
Le linalol a des propriétés antalgiques, anti-inflammatoire (inhibe l'œdème induit par la carragénine), antihypertenseurs, anxiolytique.

## Utilisations
- Usages médicinaux traditionnels

Depuis l'Antiquité gréco-romaine, "la" menthe est utilisée en médecine traditionnelle. Les herboristes, même s'ils connaissent parfaitement les diverses espèces de menthes et leur profil chimique très différents, traitent des propriétés de « la Menthe » de manière collective (Lieutaghi, 1966).
La menthe est traditionnellement utilisée pour ses propriétés toniques, fortifiantes, digestives (contre les ballonements, lourdeurs et gaz) et antispasmodiques.
- Culinaires

Les feuilles de menthe des champs peuvent servir à parfumer les plats salés ou sucrés, les salades, les viandes ou les potages, en particulier dans les régions méridionales.
En Pologne, la menthe des champs a servi à parfumer les soupes de chénopodes et d'ortie (warmuz) jusqu'au milieu du XIXe siècle.
Elle est toujours utilisée comme condiment en Bosnie.